# Кристоф Кларк
Кристоф Кларк (фр. Christoph Clark, настоящее имя — Жильбер Гроссо (фр. Gilbert Grosso), р. 9 февраля 1958) — французский порноактёр и режиссёр, член залов славы AVN и XRCO.

## Карьера
Названный «пожалуй, самой популярной мужской звездой французской порноиндустрии», Кларк родился во Франции, но после работы с такими фигурами, как Марк Дорсель и Мишель Рено, в 1991 году переехал в Будапешт, где основал свою производственную компанию Euro Angel. Кларк утверждает, что является первым иностранным продюсером, снявшим порнофильм в Венгрии. Он распространяет свои фильмы через компанию Джона Стальяно Evil Angel. Стальяно финансировал серию Кларка Euro Angels, в которой снимались венгерские актрисы.
Кларк начал режиссуру для Evil Angel в 1997 году. Его первый фильм — Euro Angels, и с тех пор он срежиссировал Beautiful Girls, Angel Perverse, Dressed To Fuck, Euro Angels, Euro Angels Hardball, Big Natural Tits, Nasty Intentions, Top Wet Girls, Euro Slit и Euro Domination, а также разовые релизы, такие как Christoph Clark's Obsession и Swallow.
Как и другие режиссеры Evil Angel, он владеет фильмами, которые он создает, в то время как Evil управляет производством, распространением, продвижением и продажами фильмов и получает процент от валовых продаж. В конце 1990-х он также снимал для Private Media Group.
Кларк снимает гонзо-порнографию и обычно взаимодействует на экране со съемочной группой и исполнителями. Его серии Hardball и Eurogirls, начатые в 1997 году, часто характеризуются сексом на стульях, балконах или столешницах, с перевернутыми или необычными позициями. Успех его фильмов повысил американскую популярность других европейских продюсеров.

## Награды
- 2002 зал славы AVN [10]
- 2008 зал славы XRCO [11]
- 2009 AVN Award – лучший зарубежный режиссёр (не-полнометражка) – Nasty Intentions 2[12]